# Oliver Page (Schauspieler)
Oliver Page (* vor 1993) ist ein ehemaliger Schauspieler und Synchronsprecher.
Oliver Page war von 1993 bis 2006 als Schauspieler und Sprecher aktiv. In der Fernsehserie Power Rangers Zeo synchronisierte er den Roboter Klank. Im Welterfolg Titanic war er als 1. Klasse-Steward Barnes zu sehen.

## Filmografie (Auswahl)
- 1994: Streets of Rage
- 1995: Power Rangers (Fernsehserie, Stimme, 3 Folgen)
- 1996: Power Rangers Zeo (Fernsehserie, Stimme, 12 Folgen)
- 1996: Out of the Darkness
- 1997: Titanic
- 2001: Power Rangers Time Force (Fernsehserie, Stimme, eine Folge)
- 2006: Todesritt nach Jericho (The Far Side of Jericho)